# 1962 a sportban
1962 főbb sporteseményei a következők voltak:
- Graham Hill nyeri a Formula–1-es világbajnokságot a BRM csapattal.
- Súlyemelő Európa-bajnokság Budapesten. A magyar aranyérmesek – Földi Imre és Veres Győző – egyben a sportág első magyar Európa-bajnokai.
- Asztalitenisz-Európa-bajnokság Berlinben.
- Etiópia hazai pályán győz az Afrikai nemzetek kupáján. Ez Etiópia első bajnoki címe.

## Születések
- január 6. – Kim Vongi, olimpiai bajnok dél-koreai birkózó († 2017)
- január 10. – Georgeta Gabor, olimpiai ezüstérmes román szertornász
- január 12. – Fred Boimistruck, kanadai jégkorongozó
- január 22. – Greg Gilbert, Stanley-kupa-győztes kanadai jégkorongozó, edző
- február 1. – Manuel Amoros, Európa-bajnok francia labdarúgó
- február 4. – Vladimer Apciauri, szovjet színekben olimpiai és világbajnok grúz tőrvívó, edző, sportvezető († 2012)
- február 7. – José Carlos da Costa Araújo, olimpiai ezüstérmes, Copa América-győztes brazil válogatott labdarúgókapus († 2009)
- február 12. – Nana Ioszeliani, grúz női sakkozó, nemzetközi mester (IM), női nagymester (WGM)
- február 15. – Mitch Wilson, kanadai jégkorongozó († 2019)
- február 17. – Henny Meijer, holland válogatott labdarúgó
- február 19. – Hana Mandlíková, cseh teniszező
- február 25. – Ancsin János, magyar jégkorongozó, edző
- március 2. – Gabriele Tarquini, olasz autóversenyző
- március 3. – Steve Blackmore, walesi válogatott rögbijátékos († 2020)
- március 14. – Bruno Bellone, Európa-bajnok francia labdarúgó
- március 22. – Miroslav Ćurčić, jugoszláv-szerb labdarúgó, csatár († 2017)
- április 20. – Volodimir Ivanovics Ljutij, szovjet válogatott labdarúgó, ukrán labdarúgóedző
- április 26.
  - Héctor Enrique, világbajnok argentin válogatott labdarúgó
  - Naszko Szirakov, bolgár válogatott labdarúgócsatár
- május 8. – Alain Gautier, francia tengerész, szólóvitorlázó
- május 12. – Ulrich Borowka, Európa-bajnoki bronzérmes nyugatnémet válogatott német labdarúgó, hátvéd, edző
- május 15. – Kim Vilfort, Európa-bajnok dán válogatott labdarúgó
- június 6. – Csík Ferenc, magyar válogatott labdarúgó, középpályás († 2019)
- június 13. – Szabó Bence, olimpiai bajnok magyar kardvívó, edző, sportvezető
- június 26. – Jerome Kersey, NBA-bajnok amerikai kosárlabdázó († 2015)
- július 14. – Domènec Torrent, spanyol labdarúgó, edző
- július 16. – Gøran Sørloth, norvég válogatott labdarúgó, edző
- augusztus 1. – Jacob Matlala négyszeres világbajnok dél-afrikai profi ökölvívó († 2013)
- augusztus 18. – Brian Schmetzer, amerikai labdarúgó, edző
- augusztus 20. – Carlos Daniel Tapia, világbajnok argentin válogatott labdarúgó
- augusztus 28. – Morey Gare, kanadai jégkorongozó, edző
- szeptember 1. – Ruud Gullit, Európa-bajnok Aranylabdás holland válogatott labdarúgó, edző
- szeptember 9. – Renato Portaluppi, Copa América-győztes brazil válogatott labdarúgó, edző
- szeptember 13.
  - Raúl Antonio García, salvadori válogatott labdarúgó, kapus († 2018)
  - Pálóczi Gyula, fedett pályás Európa-bajnok, Európa-bajnoki ezüstérmes magyar atléta († 2009)
- szeptember 19. – Pascal Dupraz francia labdarúgó és edző
- szeptember 29. – Néstor Clausen, világbajnok argentin válogatott labdarúgó, edző.
- szeptember 30.
  - Borislav Cvetković, jugoszláv válogatott horvátországi szerb labdarúgócsatár, edző
  - Frank Rijkaard, Európa-bajnok holland válogatott labdarúgó, edző
- október 19. – Valerij Viktorovics Brosin, szovjet válogatott labdarúgó, türkmén válogatott labdarúgó († 2009)
- október 28. – Erik Thorstvedt, norvég válogatott labdarúgókapus
- november 27. – Piotr Kiełpikowski, világbajnok, olimpiai és Európa-bajnoki ezüstérmes lengyel tőrvívó
- november 30. – Alekszandr Genrihovics Borogyuk, szovjet és orosz válogatott labdarúgó, orosz labdarúgóedző
- december 2. – Andrej Vikencjevics Zigmantovics, szovjet és fehérorosz válogatott labdarúgó, fehérorosz labdarúgóedző
- december 3. – Osia Lewis, amerikai amerikaifutball-játékos, edző († 2020)
- december 7. – Petar Alekszandrov, bolgár válogatott labdarúgó
- december 10. – John de Wolf, válogatott holland labdarúgó
- december 12. – Tracy Austin, amerikai teniszező
- december 25. – Marina Viktorivna Bazanova, szovjet színekben olimpiai bronzérmes és világbajnok orosz kézilabdázó († 2020)

## Halálozások
- ? – Kertész Vilmos, magyar válogatott labdarúgó, olimpikon (* 1890)
- január 5. – Frank Snyder, World Series bajnok amerikai baseballjátékos (* 1895)
- január 8. – Roger Ducret, olimpiai bajnok és világbajnoki bronzérmes francia vívó (* 1888)
- január 14. – Leslie Mann, World Series bajnok amerikai baseballjátékos, amerikaifutball-játékos és -edző, kosárlabdaedző (* 1892)
- január 21. – Harry Dickason, olimpiai bronzérmes brit tornász (* 1890)
- január 22. – Carl Ehrenfried Carlberg, olimpiai bajnok svéd tornász (* 1889)
- január 26. – Steve O’Neill, World Series bajnok amerikai baseballjátékos és World Series bajnok menedzser (* 1891)
- február 4. – Charles Basle, francia autóversenyző (* 1885)
- február 10. – Roy Walker, amerikai baseballjátékos (* 1893)
- február 12. – Szabados Miklós, tizenötszörös világbajnok magyar asztaliteniszező (* 1912)
- február 18.
  - Philippe Cattiau, olimpiai és világbajnok francia tőr- és párbajtőrvívó (* 1892)
  - Erik Granfelt, az 1906-os nem hivatalos olimpiai játékokon bronzérmet nyert svéd kötélhúzó, az 1908-as olimpiai játékokon aranyérmet nyert tornász (* 1883)
- március 1. – Hal Janvrin, World Series bajnok amerikai baseballjátékos (* 1962)
- március 4. – George Mogridge, World Series bajnok amerikai baseballjátékos (* 1962)
- március 22. – Joe Martina, World Series bajnok amerikai baseballjátékos (* 1889)
- március 29. – Otto Miller, amerikai baseballjátékos  (* 1889)
- április 5. – Boo Kullberg, olimpiai bajnok svéd tornász (* 1889)
- április 11. – Sven Landberg, kétszeres olimpiai bajnok svéd tornász (* 1888)
- április 14. – Barátky Gyula, magyar és román válogatott labdarúgó, csatár, edző (* 1910)
- április 15. – Mike Koken, amerikai amerikaifutball-játékos és edző (* 1909)
- április 24. – Leo Zobel, szlovákiai sakkmester, csehszlovák bajnok (* 1895)
- május 1. – Hans Lem, olimpiai ezüstérmes norvég tornász (* 1888)
- május 20. – Josef Uridil, osztrák válogatott labdarúgó, edző (* 1895)
- június 19. – Arvor Hansen, olimpiai bronzérmes dán tornász (* 1886)
- június 28. – Cy Morgan, World Series bajnok amerikai baseballjátékos (* 1878)
- július 3. – Jimmy Walsh, World Series bajnok amerikai baseballjátékos (* 1885)
- július 5. – Halvor Birch, olimpiai ezüst- és bronzérmes dán tornász (* 1885)
- július 22. – Joe Carey, amerikai amerikaifutball-játékos (* 1895)
- augusztus ? – Léon Binoche, olimpiai bajnok francia rögbijátékos, ügyvéd (* 1878)
- augusztus 15. – Dan Bain, kanadai jégkorongozó, gyorskorcsolyázó, tornász, műkorcsolyázó, golfozó, kétszeres Stanley-kupa-győztes, több hírességek csarnokának is a tagja (* 1874)
- augusztus 22. – Charles Rigoulot, olimpiai bajnok francia súlyemelő, autóversenyző, színész (* 1903)
- szeptember 2. – Frederik Hansen, olimpiai ezüstérmes dán tornász (* 1896)
- szeptember 27. – Christian Juhl, olimpiai bajnok dán tornász (* 1898)
- október 16. – Possum Whitted, World Series bajnok amerikai baseballjátékos (* 1890)
- október 17. – Olaf Henriksen, World Series bajnok dán-amerikai baseballjátékos (* 1888)
- november 14. – Dick Hoblitzell, World Series bajnok amerikai baseballjátékos (* 1888)
- december 1. – Jørgen Ravn, olimpiai ezüstérmes dán tornász (* 1884)
- december 4. – Carl Larsen, olimpiai ezüstérmes dán tornász (* 1886)
- december 6. – Otto Johannessen, olimpiai ezüstérmes norvég tornász (* 1894)
- december 15. – Jean Stern, olimpiai bajnok francia párbajtőrvívó (* 1875)
- december 21. – Asbjørn Bodahl, olimpiai ezüstérmes norvég tornász (* 1896)
- december 22. – Jules Pirard,  olimpiai bronzérmes francia tornász (* 1885)